# Année anomalistique
Pour les articles homonymes, voir année.
Une année anomalistique est, en astronomie, la durée entre deux passages successifs de la Terre à son périhélie.
L’orbite terrestre étant elliptique, la distance entre la Terre et le Soleil n’est pas constante. C'est le point de l'orbite terrestre le plus proche du Soleil, le périhélie, qui est considéré pour déterminer une année anomalistique. À cause de l'influence gravitationnelle des autres planètes du système solaire et d'un effet relativiste explicable en relativité générale, le périhélie de la Terre avance dans le sens de la révolution terrestre (par rapport aux étoiles, que l’on suppose fixes ici) : c’est la précession du périastre. L’année anomalistique est par conséquent plus longue qu’une année sidérale, de 4 min 43 s à l'époque actuelle.
L'année anomalistique est la période de l'équation du centre.

## Valeur
Pour l'époque J2000.0, la valeur de l’année anomalistique était de 365,259 635 864 jours, soit environ 365 jours 6 h 13 min et 52,539 s.